# دیتا استاکس
دیتا استاکس (انگلیسی: Data Stax) شرکت فناوری اطلاعات آمریکایی است، که در سال ۲۰۱۰ تأسیس شد.